# Philip Griffin
Philip Griffin (* im 20. Jahrhundert) ist ein australischer Musiker, Komponist, Dirigent und Musikpädagoge.

## Leben
Griffin studierte von 1984 bis 1988 am Western Australian Conservatorium of Music und erhielt dort ein Diplom im Fach klassische Gitarre und den Grad eines Bachelor of Music im Fach Dirigieren. Nach einem Pädagogikstudium an der University of Adelaide (Diplom 2008) schloss er 2012 ein Studium an der University of Auckland mit dem Mastergrad in klassischem Gesang ab. Zu seinen Lehrern zählten Ross Daly und Christos Zotos (Laouto), Brian Black (Gitarre), Erdinç Şenyaylar (Oud), Linsey Pollak (mazedonische Musik), Megan Sutton, Rosie Barnes, Mary Hammond, Valerie Collins-Varga, Tom Edmonds, Andreas Simon und Patricia Wright (Gesang) sowie Richard Gill (Dirigieren, Partiturlesen, Klavier). Außerdem besuchte er Meisterklassen und Workshops von Carlo Felice Cillario und David Porcelijn (Dirigieren), Joshua Hecht, David Kram, Lionel Friend, Elizabeth Campbell und Stuart Skelton (Gesang), Necati Çelik (Oud) John Mills und Vince Gill (Gitarre), Isidoro Roitman (spanische Renaissancemusik), Giorgis Xylouris (Laouto), Hopkinson Smith (Theorbe) und Polly Sussex (Gambe).
Zwischen 1989 und 2015 war er als freiberuflicher Musiker aktiv. Er trat als Opern- und Konzertsänger in Australien auf  und spielte unterschiedliche Instrumente bei Festivals und Konzerten der Folk-, Welt- und Jazzmusik in Australien und Europa. Außerdem wirkte er an CD-Aufnahmen u. a. von Ross Daly, Tony Garone, Gazi Yalçın, Akhter Jahan und Annika Hooper mit. Als Dirigent leitete er Chöre und Orchester verschiedener Schulen und Musikschulen und unterrichtete dort Gesang und Chorgesang, Komposition und Dirigieren, Musiktechnologie und Multimediakunst, Gitarre und verschiedene andere Instrumente (u. a. Blockflöte, Ukulele, Marimba). Seit 2016 unterrichtet er an der  Camp Hill State Infants and Primary School.
Griffins kompositorisches Schaffen umfasst Schauspiel-, Ballett- und Filmmusiken, Lieder- und Chorwerke, Kammermusik und Orchesterwerke sowie Werke für Weltmusik-Ensembles. Ein Teil seiner Werke ist vor allem für den Schulgebrauch vorgesehen. Neben einer Gitarrenschule und kleineren Arbeiten zu musikalischen Themen verfasste er auch mehrere Beiträge auf dem Gebiet der Ornithologie und Herpetologie.